# الکساندر وسکه
الکساندر وسکه (آلمانی: Alexander Waske؛ زادهٔ ۳۱ مارس ۱۹۷۵) یک تنیس‌باز اهل آلمان است.